# Визначення планети МАС

Діаграма Ейлера, що показує концепцію Виконавчого комітету МАС щодо типів тіл у Сонячній системі.

Визначення планети, затверджене Міжнародним астрономічним союзом (МАС) у серпні 2006 року, запропонували уругвайські астрономи Хуліо Анхель Фернандес і Гонсало Танкреді. Воно стверджує, що в Сонячній системі «планета» — це небесне тіло, яке:
1. перебуває на орбіті навколо Сонця,
2. має достатню масу, щоб досягти гідростатичної рівноваги (майже круглої форми), та
3. «очистила околиці» навколо своєї орбіти.

Тіло, яке відповідає лише першим двом із цих критеріїв (наприклад, Плутон, який раніше вважали планетою), класифікують як карликову планету. Згідно з МАС, «планети та карликові планети — це два різні класи об'єктів» — іншими словами, «карликові планети» не є планетами. Тіло, яке відповідає лише першому критерію, називають малим тілом Сонячної системи. Альтернативна пропозиція пропонувала вважати карликові планети підкатегорією планет, але члени МАС проголосували проти неї. Це суперечливе рішення одні астрономи критикували, а інші підтримували.
МАС визначив, що в Сонячній системі відомо вісім планет. Стверджується, що це визначення проблематичне, оскільки воно залежить від розташування тіла: якби у внутрішній хмарі Оорта виявили тіло розміром з Марс, воно не мало б достатньої маси, щоб очистити околицю такого розміру та відповідати критерію 3. Вимога гідростатичної рівноваги (критерій 2) також повсюдно трактується вільно як просто вимога кулястої форми. Меркурій насправді не перебуває в гідростатичній рівновазі, але явно включений до визначення МАС як планета.
Робоче визначення екзопланети таке:

## Історія питання

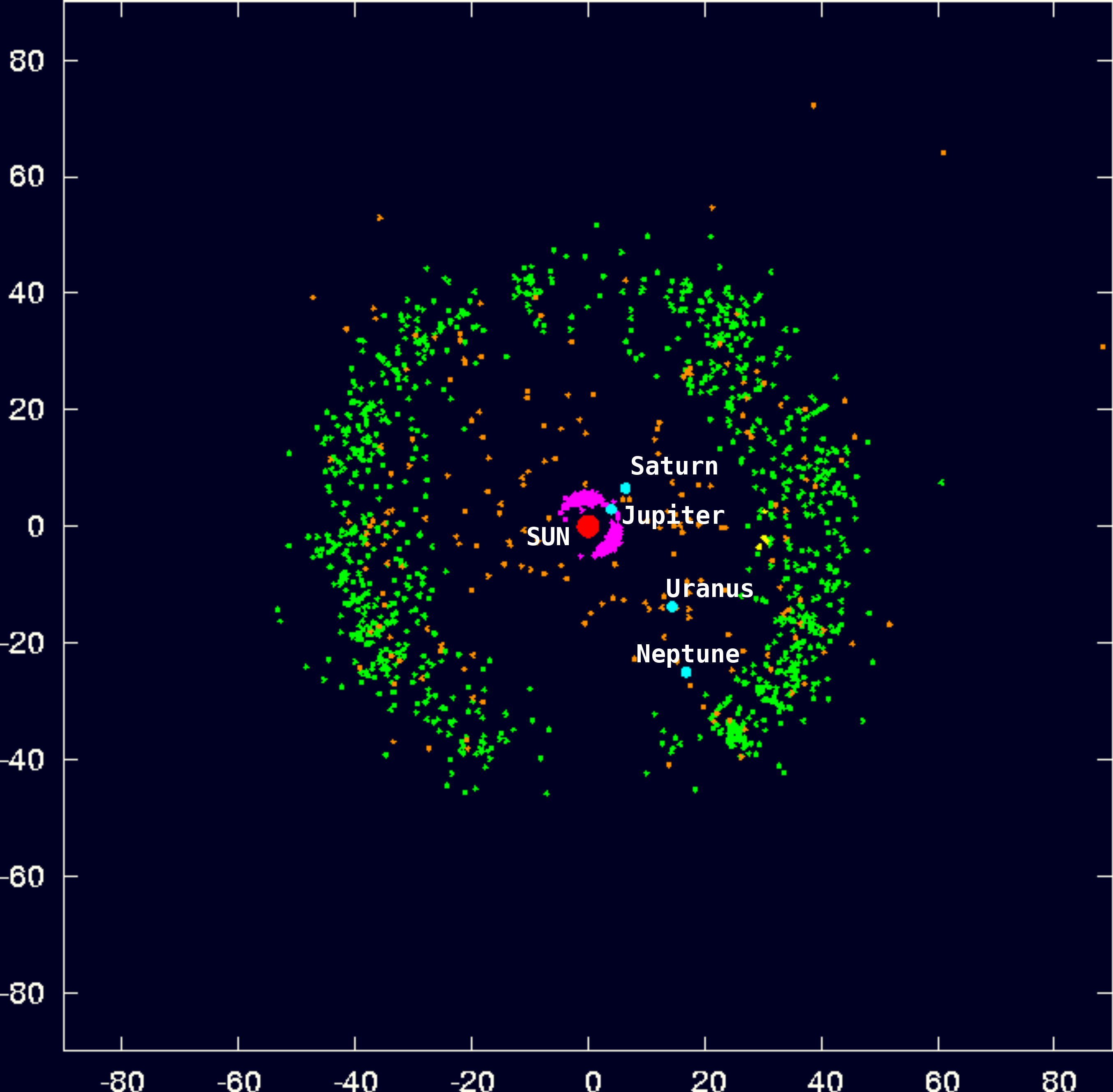
Положення всіх відомих об'єктів поясу Койпера (зеленим), порівняно з орбітами зовнішніх планет (синім)

Процес нових відкриттів, які зумовили суперечки навколо класифікації Плутона, мав історичний прецедент у дебатах XIX століття, що розпочалися після відкриття Церери 1 січня 1801 року. Астрономи одразу оголосили це невелике тіло «відсутньою планетою» між Марсом і Юпітером. Однак уже за чотири роки відкриття ще двох подібних за розмірами та орбітами об'єктів поставило цю думку під сумнів. До 1851 року кількість «планет» зросла до 23 (8 великих планет і 15 малих між Марсом і Юпітером), і стало очевидно, що згодом відкриють ще сотні подібних тіл. Астрономи почали класифікувати їх окремо та називати не «планетами», а астероїдами.
Після того, як 1930 року Клайдом Томбо відкрив Плутон, астрономи стали вважати, що в Сонячній системі дев’ять планет, а також тисячі менших тіл, таких як астероїди і комети. Спочатку припускали, що Плутон більший за Меркурій.
Томбо відкрив Плутон, працюючи в обсерваторії Ловелла, заснованій Персівалем Ловеллом, одним з астрономів, які висували гіпотезу про існування великого транснептунового об'єкта, "Планети X". Саме її і шукав Томбо, коли натрапив на Плутон. Однак майже одразу після відкриття вчені засумнівалися, що Плутон — це та сама Планета X. У 1956 році Віллі Лей написав колонку під назвою «Пониження в статусі Плутона», де стверджував, що той «так і не виправдав очікувань, які покладалися на нього як на 'Планету X' до відкриття. Він був розчаруванням від самого початку».
У 1978 році відкрили супутник Плутона — Харон. Вимірявши період його обертання, астрономи вперше змогли точно визначити масу Плутона — вона виявилася значно меншою, ніж очікували. Маса Плутона становить лише приблизно 1/25 від маси Меркурія, що робило його найменшою планетою — навіть меншою за Місяць, хоча й більшою за найбільший астероїд — Цереру.
У 1990-х роках астрономи почали відкривати інші об’єкти, що перебувають на схожій відстані від Сонця, як і Плутон — так звані об'єкти поясу Койпера. Багато з них мали схожі орбітальні характеристики, тому їх почали називати плутино. Плутон стали розглядати як найбільший представник нового класу тіл, і деякі астрономи припинили називати його планетою. Незвичайна, ексцентрична та нахилена орбіта Плутона, не характерна для планет Сонячної системи, добре узгоджувалася з іншими об’єктами поясу Койпера.
Починаючи з 2000 року, після відкриття щонайменше трьох тіл (Квавар, Седна і Ерида), порівнянних з Плутоном за розмірами та орбітами, стало очевидно: або їх усіх слід визнати планетами, або ж Плутон потрібно позбавити цього статусу. Також очікувалося, що буде відкрито ще більше тіл, подібних до Плутона, що призвело б до швидкого зростання кількості планет. Це також зачіпало класифікацію планет в інших планетних системах. У 2006 році перше вимірювання об’єму Еріди показало, що вона дещо більша за Плутон, тому її вважали такою ж «гідною» статусу планети.
Оскільки нові планети відкривають рідко, МАС не мав чітких механізмів для їх визначення та іменування. Після відкриття Седни у 2005 році було створено комітет із 19 осіб під головуванням британського астронома Айвана Вільямса, щоб виробити визначення планети. Було запропоновано три можливі критерії:
Культурнийоб'єкт є планетою, якщо достатньо людей вважає його такою;
Структурнийоб'єкт має бути достатньо великим, щоб мати кулясту форму;
Динамічнийоб'єкт має бути достатньо масивним, щоб очистити свою орбіту.
Остаточну пропозицію мав підготувати інший комітет, очолюваний істориком астрономії Оуеном Гінгерічем, почесним професором Гарвардського університету, до складу якого входили п’ять планетологів та наукова письменниця Дава Собел.
1. ↑  Cómo fue el día en que dos uruguayos lograron que Plutón dejara de ser considerado un planeta. BBC News Mundo (ісп.). Процитовано 1 березня 2025.
2. ↑  Tancredi, Gonzalo; Favre, Sofía (1 червня 2008). Which are the dwarfs in the Solar System?. Icarus. 195 (2): 851—862. Bibcode:2008Icar..195..851T. doi:10.1016/j.icarus.2007.12.020. ISSN 0019-1035.
3. 1 2 3 4  Gibor Basri; Michael E. Brown (2006). Planetesimals to Brown Dwarfs: What is a Planet? (PDF). Annual Review of Earth and Planetary Sciences. 34: 193—216. arXiv:astro-ph/0608417. Bibcode:2006AREPS..34..193B. doi:10.1146/annurev.earth.34.031405.125058. Процитовано 4 серпня 2008.
4. ↑  Brown, Mike [@plutokiller] (10 лютого 2023). The real answer here is to not get too hung up on definitions, which I admit is hard when the IAU tries to make them sound official and clear, but, really, we all understand the intent of the hydrostatic equilibrium point, and the intent is clearly to include Mercury & the moon (Твіт) — через Твіттер.
5. ↑  Official Working Definition of an Exoplanet. IAU position statement. Архів оригіналу за 12 лютого 2025. Процитовано 31 березня 2025.
6. ↑  Lecavelier des Etangs, A.; Lissauer, Jack J. (June 2022). The IAU working definition of an exoplanet. New Astronomy Reviews (англ.). 94: 101641. arXiv:2203.09520. Bibcode:2022NewAR..9401641L. doi:10.1016/j.newar.2022.101641.
7. ↑  Soter, Steven (2007). What Is a Planet?. Scientific American. 296 (1): 34—41. arXiv:astro-ph/0608359. Bibcode:2007SciAm.296a..34S. doi:10.1038/scientificamerican0107-34. PMID 17186831. Архів оригіналу за 13 жовтня 2007. Процитовано 11 січня 2007.
8. ↑  Ley, Willy (August 1956). The Demotion of Pluto. For Your Information. Galaxy Science Fiction. с. 79—91.
9. ↑  Buie, Marc W.; Grundy, William M.; Young, Eliot F.; Young, Leslie A.; Stern, S. Alan (2006). Orbits and Photometry of Pluto's Satellites: Charon, S/2005 P1, and S/2005 P2. The Astronomical Journal. 132 (1): 290—298. arXiv:astro-ph/0512491. Bibcode:2006AJ....132..290B. doi:10.1086/504422. S2CID 119386667.
10. ↑  Much Ado about Pluto [Архівовано 2008-01-25 у Wayback Machine.] plutopetition.com
11. ↑  Pluto at 75: Still Crazy After All These Years Space.com
12. ↑  Stephen Eales, Prospect, p.p.31-34 (May 2007)
13. ↑  Eales, op. cit.